# ソリドゥス金貨
ソリドゥス金貨（ソリドゥスきんか、Solidus）は、4世紀のローマ皇帝・コンスタンティヌス1世の時代よりローマ帝国・東ローマ帝国で鋳造された金貨の総称。東ローマ帝国では「ノミスマ」(ギリシア語: νόμισμα)と称された。11世紀ころまで高純度を維持し、「中世のドル」として東ローマ帝国の内外で流通した。
中世フランスや南米などで使われた通貨のソル（Sol）、中世イタリアで使われたソルド（soldo）、中世スペインで使われたスエルド（sueldo）はソリドゥスに由来し、ペルーでは現在もヌエボ・ソルという通貨が使われている。
ドル記号$の由来ともされる。

## 概要

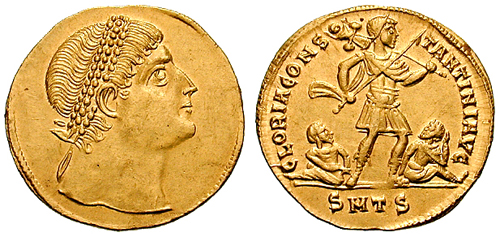
コンスタンティヌス1世を描いたソリドゥス金貨

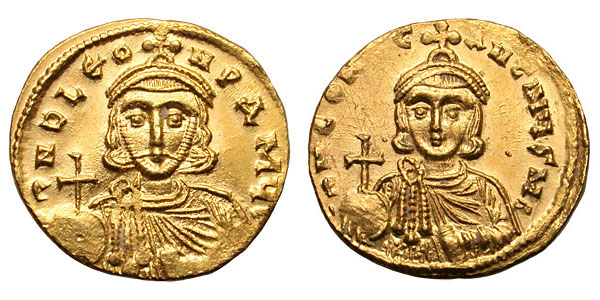
レオーン3世とコンスタンティノス5世を描いたノミスマ

3世紀、ローマ帝国は「3世紀の危機」とも称される全般的な混乱期であった。政治的分裂は同世紀末にディオクレティアヌス帝によって収拾されたものの、物価騰貴などの経済混乱は収拾したとはいえなかった。こうした中、4世紀前半にコンスタンティヌス1世が通貨の安定を図って鋳造した金貨がソリドゥス金貨（Aureus Solidus）の起源である。金含有量は4.48グラム(純度95.8パーセント)。東ローマ帝国の時代にも同様の金貨が流通した。
ソリドゥス金貨（東ローマ帝国期にはノミスマと称される）は帝国統治における経済的な主柱であり、6世紀にユスティニアヌス1世の命によってトリボニアヌスが編纂した『ローマ法大全』においても、金貨についての取り決めを多く記した。金貨の重量と純度は歴代皇帝によって遵守されたため信頼性が高く、それゆえ数世紀にわたって各地で流通した。7世紀、東ローマ帝国領のうちのシリア・エジプトがイスラーム勢力によって征服されるが、その後もしばらくはノミスマが流通した。その後も東ローマ帝国では貨幣経済は衰えず、都コンスタンティノープルは経済の中心地としても栄えていたことから、ノミスマは重要な役割を果たし続けた。
しかし、11世紀後半ころより、金貨の純度が悪化してその信頼を低下させていった。殊に1071年のマンツィケルトの戦いでセルジューク朝に敗北した後には、金貨の純度が50%を切ってしまった。
その理由としては、コンスタンティノス8世（在位：1025年 - 1028年）以降の皇帝が国庫を浪費した結果、国家財政が窮乏化したために、劣悪な金貨をあえて使用した（財政が窮乏すると貨幣を悪鋳するというのは古今東西で見られる。帝国ではこの頃、並行して官位の売買なども行われている）という見解、11世紀以降のヨーロッパにおける経済成長と金不足との関連を指摘する見解などが挙げられるが、結論には至っていない。
品質の低下と価値の下落は続き、1092年、アレクシオス1世の通貨制度改革により、ヒュペルピュロン金貨（nómisma hypérpyron）に切り替えられた。
古代ローマ時代には兵士の給与は初期には塩が支払われていたが、現物支給は効率が悪いため支給される塩と同額のソリドゥス金貨で支払われるようになった。